# Cantó de La Ferté-Gaucher
El cantó de La Ferté-Gaucher és un antic cantó francès del departament del Sena i Marne, que estava situat al districte de Provins. Comptava amb 18 municipis i el cap era La Ferté-Gaucher.
Al 2015 va desaparèixer i el seu territori va passar a formar part del cantó de Coulommiers.

## Municipis
- La Ferté-Gaucher
- Jouy-sur-Morin
- Choisy-en-Brie
- Chevru
- Saint-Rémy-la-Vanne
- Saint-Siméon
- Amillis
- Saint-Martin-des-Champs
- Lescherolles
- Meilleray
- Saint-Barthélemy
- Marolles-en-Brie
- La Chapelle-Moutils
- Dagny
- Chartronges
- Montolivet
- Saint-Mars-Vieux-Maisons
- Leudon-en-Brie

## Història
| Data d'elecció                           | Identitat    | Partit                                   | Qualitat |
| ---------------------------------------- | ------------ | ---------------------------------------- | -------- |
| 1945-1951                                | M. Cochet    | radical                                  |          |
| 1951-1970                                | M. Thominet  | Divers droite, després UNR, després UDR  |          |
| 1970-1994                                | Robert Piat  | SFIO, després divers gauche, després UDF |          |
| 1994-                                    | Yves Jaunaux | RPR, després UMP                         |          |
| les dades anteriors no són pas conegudes |              |                                          |          |
|                                          |              |                                          |          |

## Demografia
| A partir de 1990: Població sense dobles comptes |